# Peter Robertson (Triathlet)
Peter Robertson (* 17. Februar 1976 in Melbourne) ist ein ehemaliger australischer Triathlet. Er ist zweifacher Olympiastarter (2000, 2004) und mehrfacher Triathlon-Weltmeister auf der Kurzdistanz (2001, 2003, 2005). Er wird in der Bestenliste australischer Triathleten auf der Ironman-Distanz geführt.

## Werdegang
Robertson war das Erste von vier Kindern und er begann 1992 im Alter von 16 Jahren mit Triathlon.
Peter Robertson startete 2000 (Rang 34) und 2004 (Rang 24) bei den Olympischen Sommerspielen. 2000 wurde er in Perth Vizeweltmeister hinter dem Franzosen Olivier Marceau. Er wurde trainiert von Brett Sutton.
2001 wurde er Triathlon-Weltmeister auf der olympischen Distanz (1,5 km Schwimmen, 40 km Radfahren und 10 km Laufen). 2002 wurde er Vizeweltmeister und 2003 sowie 2005 konnte er sich erneut den Weltmeister-Titel holen.
Sein Spitzname ist „Robbo“. Im Dezember 2010 erklärte er seinen Rücktritt aus dem Profi-Sport – machte diesen Rücktritt aber wieder rückgängig und er startete bei Ironman-Rennen auf der Lang- und Halbdistanz (= Ironman 70.3). So belegte er im August 2013 in Wiesbaden bei der Europameisterschaft auf der Ironman-Halbdistanz den zehnten Rang. 2014 wurde er hier Zweiter.
Bei seinem zweiten Start auf der Langdistanz (3,86 km Schwimmen, 180,2 km Radfahren und 42,195 km Laufen) beim Ironman Cairns wurde er im Juni 2014 Dritter. Seit 2015 tritt er nicht mehr international in Erscheinung.

## Auszeichnungen
- Peter Robertson wurde von der International Triathlon Union (ITU) im Jahr 2014 für die Aufnahme in die Hall of Fame nominiert.[3]

## Sportliche Erfolge
| Datum/Jahr    | Rang | Wettbewerb                          | Austragungsort | Zeit        | Bemerkung                                                                                 |
| ------------- | ---- | ----------------------------------- | -------------- | ----------- | ----------------------------------------------------------------------------------------- |
| 1. Feb. 2015  | 3    | Challenge Melbourne                 | Melbourne      | 03:53:17    |                                                                                           |
| 24. Aug. 2014 | 13   | Challenge Gold Coast                | Gold Coast     | 02:45:43    | auf der Halbdistanz                                                                       |
| 10. Aug. 2014 | 2    | Ironman 70.3 Germany                | Wiesbaden      | 04:08:15    | Zweiter bei der Europameisterschaft über die halbe Ironman-Distanz                        |
| 20. Juli 2014 | 3    | Ironman 70.3 Racine                 | Racine         | 03:51:41    |                                                                                           |
| 9. Feb. 2014  | 4    | Ironman 70.3 Geelong                | Geelong        | 04:13:54    |                                                                                           |
| 11. Aug. 2013 | 10   | Ironman 70.3 Germany                | Wiesbaden      | 04:07:03    | Europameisterschaft                                                                       |
| 8. Mai 2010   | DNF  | ITU World Championship Series 2010  | Seoul          | –           |                                                                                           |
| 11. Apr. 2010 | 25   | ITU World Championship Series 2010  | Sydney         | 01:53:34    | beim Auftaktrennen der Saison 2010                                                        |
| 1. März 2009  | 2    | OTU Triathlon Oceania Championships | Gold Coast     |             | Zweiter hinter Brad Kahlefeldt                                                            |
| 2008          | 2    | London Triathlon                    | London         |             |                                                                                           |
| 4. März 2007  | 2    | OTU Triathlon Oceania Championships | Geelong        | 01:51:35    |                                                                                           |
| 18. März 2006 | 3    | Commonwealth Games 2006             | Melbourne      | 01:49:32    | Dritter über die olympische Distanz (1,5 km Schwimmen, 40 km Radfahren und 10 km Laufen). |
| 10. Sep. 2005 | 1    | ITU Triathlon World Championships   | Gamagori       | 01:49:31    | Triathlon-Weltmeister                                                                     |
| 26. Aug. 2004 | 24   | Olympische Sommerspiele 2004        | Athen          | 01:55:44,36 |                                                                                           |
| 6. Dez. 2003  | 1    | ITU Triathlon World Championships   | Queenstown     | 01:54:13    | Triathlon-Weltmeister                                                                     |
| 9. Nov. 2002  | 2    | ITU Triathlon World Championships   | Cancún         | 01:51:06    | Triathlon-Vizeweltmeister                                                                 |
| 2. Sep. 2001  | 7    | Goodwill Games                      | Brisbane       | 01:49:38,00 | [ 5 ]                                                                                     |
| 22. Juli 2001 | 1    | ITU Triathlon World Championships   | Edmonton       | 01:48:00    | Triathlon-Weltmeister                                                                     |
| 30. Apr. 2000 | 2    | ITU Triathlon World Championships   | Perth          | 01:51:53    | Triathlon-Vizeweltmeister                                                                 |
| 16. Sep. 2000 | 34   | Olympische Sommerspiele 2000        | Sydney         | 01:51:39,04 |                                                                                           |

| Datum/Jahr    | Rang | Wettbewerb        | Austragungsort | Zeit     | Bemerkung            |
| ------------- | ---- | ----------------- | -------------- | -------- | -------------------- |
| 8. Juni 2014  | 3    | Ironman Cairns    | Cairns         | 08:33:25 |                      |
| 23. März 2014 | 10   | Ironman Melbourne | Melbourne      | 08:16:30 | erster Ironman-Start |

(DNF – Did Not Finish)